# Personico
Personico is een gemeente en plaats in het Zwitserse kanton Ticino, en maakt deel uit van het district Leventina.
Personico telt 354 inwoners.